# 甘尼夫卡 (多林斯卡區)
48°9′22″N 33°6′5″E / 48.15611°N 33.10139°E
甘尼夫卡（烏克蘭語：Ганнівка），是烏克蘭中部的村莊，隸屬基洛夫格勒州的克羅皮夫尼茨基區。該村始建於十八世紀，面積4.01平方公里，海拔高度84米，人口590，人口密度每平方公里147.6人。